# L'Atlàntida (revista)
L'Atlàntida fou una revista il·lustrada literària que començà publicant-se el 1896 sota la supervisió literària de Jacint Verdaguer i Santaló als seus primers números. El contingut de la publicació està conformat per "les primeres plomes" de la comunitat catalanista intel·lectual de Catalunya, València, Mallorca i Provença. Posteriorment s'afegirien textos sobre altres expressions artístiques com el teatre.

## Història
La revista L'Atlàntida neix a Barcelona l'any 1896 sota la supervisió de Jacint Verdaguer i Santaló. Els seus fundadors foren: Anton Busquets i Punset, Lluís Viola i Vergés i Joan Tarré, amb l'esperit de fer una difusió majoritària de les lletres catalanes al territori dels Països Catalans.
La publicació, comença a editar-se amb el títol que dona nom al primer gran poema èpic de la literatura catalana contemporània; L'Atlàntida escrit per Jacint Verdaguer i premi dels Jocs Florals de Barcelona el 1877. L'objectiu principal de la revista, com anuncien en el primer número, és la difusió de la llengua i literatura arreu dels Països Catalans dins un nou corrent de recuperació del català com a llengua de cultura i de conreu literari.
"..Venim nosaltres al camp de las lletras, emborratxats, pels suaus perfums d'una poesía pura y avassalladora de cors, y tantque ens semblan tristos los instants que fugint d'ella busquem altres esbarjos, y perço al consagrarnos are á son conreu, nos hem omplenat de doble força y coratge? De cap manera; lo que pot ser, que, no secundantnos lo publich que avuy llegeix, altres cofrares podrán seguir la tasca regeneradora per nosaltres iniciada.
Per portar a cap nostra empresa, contém ab la col·laboració de lletrats ilustres, que'ns han prestat sas forças, y'ns subjectém
al sabi juhi del autor del poema quin nom porta nostra revista, lo reverent Mossent Jacinto Verdaguer.."
Els diferents estils artístics de la publicació tenen com a origen els nous autors que aniran sorgint a partir de la segona meitat del segle xix, quan Catalunya actua com a pionera en el terreny cultural amb la introducció del Romanticisme, com a moviment contra determinats tòpics de la societat de la Il·lustració i incitador de moviments de caràcter nacional i reivindicatoris del passat històric, lingüístic i cultural. Durant aquesta època apareix un moviment de reacció nacionalista i cultural contra la Decadència, nom que es donà a la pèrdua de consciència lingüística arreu dels Països Catalans des del segle XV amb la penetració del castellà i la posterior incursió del llatí com a llengua provinent de l'humanisme del Renaixement, que s'hi presenta com a idioma competitiu.
Al llarg dels seus 4 anys d'existència, cada número de la revista fou redactat per múltiples autors de diferents estils i pensaments, per tant no es poden definir etapes clares, no obstant això si que s'identifiquen moments claus que d'alguna manera marquen els seus continguts.

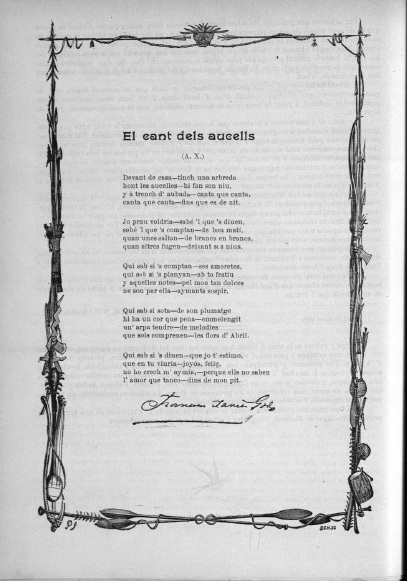
L'Atlàntida, poema del Cant dels Ucells, publicat en #15

### Primeres edicions (fins al número 16)
Formats de 16 pàgines, continguts amb influències d'autors com el mateix Jacint Verdaguer amb un estil de reminiscències d'enyorança i somni, trets directament de la vida del camp, a més d'allò religiós i patriòtic. Apareix també una gran quantitat de poesia d'autors com Claudi Planas i Font. Els poemes principals estan marcats amb il·lustracions molt riques amb decoracions vegetals o elements relacionats amb els escrits.
Segons explicava Valeri Serra i Boldú, estudiós del folclore català, la iniciativa partia del desig d'uns quants joves d'envoltar a Jacint Verdaguer “amb un ambient d'afecte” en uns anys en el que el que el poeta estava en plena crisi. Així, la revista fou fundada per Josep Quera de Córdoba i els directors foren Marià Escriu, Ferran Agulló, Simó Alsina, Josep M. Folch i Torres i el mateix Jacint Verdaguer, que revisà la part literària durant un curt periòde. El seu format inicial era de 236x160, i a partir del número 29, va passar a 269x169, amb setze pàgines. Els diversos canvis d'impremta van fer que anés canviant lleugerament les seves mides.
Durant els primers dos anys de la primera etapa, la revista passà de subtitular-se primer com a “Revista quinzenal ilustrada”, a ser després “Revista literària”, i per acabar com, a partir del número 43, “Revista catalana setmanal ilustrada”. En aquesta primera etapa la revista, que havia sigut fundada com quinzenal, passà a ser setmanal el juliol del 1897. El 3 de maig de 1898 sortí l'últim número de la primera etapa de L'Atlàntida.

### Altres edicions (fins al número 100)
Es consoliden les seves característiques bàsiques, i la revista va entrar en una època coherent amb el seu estil. De fet, fins als números 90, no va tenir canvis clars. Moment en què s'edita la literatura i els continguts artístics amb una intenció pedagògica. A l'entorn del número 40 van oferir continguts més extensos, van arribar a publicar les edicions amb 24 pàgines que, posteriorment, es deixarien per altres més reduïdes. En aquestes edicions van començar a incloure les participacions dels lectors, mentre també publicaven la correspondència amb aquests. A partir de la número 50, la revista va perdre la seva intensitat i va publicar menys contingut fins a arribar a tenir només 8 pàgines. Malgrat aquesta reducció, no va deixar de tractar les categories que ja tractava, com per exemple les d'art. Va ser un període amb poques il·lustracions respecte als primers números, es van deixar d'utilitzar els marcs ornamentals que aplicaven a algunes pàgines amb poesies.

### Número 100
L'editorial marca el que serà el nou futur de la revista com una nova etapa de continguts i format. L'edició es va ampliar fins a la impressió de 16 planes, com als seus orígens. Van informar d'una nova organització en el seu programa de continguts amb tres blocs importants; literatura, política i esdeveniments relacionats amb els cercles artístics. Volien anunciar una tornada als seus orígens.
- Els poetas, els literatas, els pintors, dibuixants, esculptors, musichs y tota aquella qu' exerceixen
- la difícil carrera de las Lletras y de las Arts, timirán en nosaltres un constant apoyo, aixecant als que,
- per modestia ó per falta d'element necessaris, vihuen en un estat de postració; y enderrocant á las falsas
- reputacións y als ídols de fang de la mitología literaria y artística. Y consti qu' aixequém el era ben alt
- perque tothom `ns senti.[3]

### A l'entorn del número 120
La revista entra progressivament en una línia editorial de contingut bàsicament polític. S'adhereix al grup polític catalanista conservador Unió Catalanista, utilitzant el seu manifest en l'apartat "Nostre Manifest", fent també seves les reivindicacions d'aquesta associació, així com fent de promotor representatiu i realitzant tasques de recaptació econòmica i de promoció d'actes assemblearis.
| « | A totas las associacions y agrupacions adheridas á la Unió Catalanista y á totas las societats recreativas que 's :suscrigan á L'Atlàntida s' ls posarán en una secció especial tots els avisos oficial que desitjin. | » |

### Número 140
S'edita un anunci a la pàgina 13 de la mateixa editorial que fa referència a la censura imposada per la Capitania General de Madrid, i que anirà convertint-se en sancions posteriors.
"Lo dimecres reberem dos oficis de la Capitanía
General; en l'un que ja esperavem 'ns dita que
treyem el «Nostre programa» y en l'altre que no
l'esperavem 'os aplica la multa de doscentas
cincuanta pessetas per que en la «Crónica» hi han
conceptes contraris a la unitat de la patria."
La revista anirà entrant en una espiral de denúncies i multes fins a la publicació del número 148, a partir d'aquest, el format pateix un canvi radical que mantindrà fins a la seva última edició. Les pàgines s'editaran a tres columnes. El contingut de tota la revista va ser de 4 pàgines amb els continguts reorganitzats, es continuen publicant els articles relacionats amb les representacions teatrals i "Últimes Notícies" a la secció "Onades". El 13 Desembre de 1900, amb el número 169, es va imprimir l'última edició. La redacció de la revista va anunciar un tancament temporal per reformes. L'Atlàntida no es va tornar a publicar mai més.
| « | Ab objecte de realisar las reformas que fa algun temps tenim en estudi pera millorar las condicións tan de redacció com tipográficas de L' ATLÁNTIDA, anunciem als nostres lectors que temporalment suspenéra la seva publicació, des de la setmana entrant. Mentres arriba el moment de la reaparició de L'ATLÁNTIDA completament transformada, nos despedim dels més, favoreixe dors amichs donántloshi gracias per la seva constancia y benevolencia, no duptant que al comensar de nou 'l apoyo de que 'ls estém sumament agrahits. | » |

A la següent taula es mostra un resum de les etapes que s'han esmentat anteriorment, amb l'evolució de la revista. Alguns números concrets serviran com a exemples: 
| Números | Data           | Nombre de pàgines | Col·laboradors destacats                                                   | Fragments destacats | Il·lustracions                                           |  |
| ------- | -------------- | ----------------- | -------------------------------------------------------------------------- | --- | -------------------------------------------------------- |  |
| 6       | 15 Juny 1896   | 16                | Jacint Verdaguer i Santaló, Víctor Balaguer i Cirera, Josep Falp i Plana   | Vida de mestres en Gay Saber com Víctor Balaguer i Cirera                                                                   | Retrats dels autors importants i poesia amb emmarcacions |  |
| 31      | 15 Agost 1897  | 8                 | Josep Falp i Plana, Joan M. Guasch, Manuel Folch i Torres                  | Poesia sobre les Illes Gregues, Homenatge a escriptors com Jacint Verdaguer i Santaló, Josep Berga i Boada o Berga y Gracia | Retrats dels autors esmentats                            |  |
| 100     | 12 Agost 1899  | 16                | Bernad Duran, Manuel Folch Torres, Manel Juñer Vidal, Lluis Viola i Vergés | Informacions de Música, Belles Arts, Crònica Estrangera, Biografia de Manel Teliu d'Lemus, Teatres                          | Il·lustracions per Gaspar Camps                          |  |
| 148     | 16 Juliol 1900 | 4                 | Pere Alsina i Combas, F. Doménech i Estapé                                 | L' Orfeó Catalá, Records en Frederic Soler,Teatres                                                                          | Sense gaire il·lustracions                               |  |

## Ideologia
L'objectiu principal de la revista és iniciar un procés de recuperació de la llengua i la literatura catalanes que els historiadors anomenaran La Renaixença. Apareix com un element davant la reacció nacionalista imperant i que utilitzarà la llengua catalana com a símbol. Una data clau per situar la ideologia de la revista és el 1833 amb la publicació d'altres revistes com Oda a la Pàtria de Bonaventura Carles Aribau. També fou clau la recuperació dels anomenats Jocs Florals el 1859 que ja a l'edat mitjana tingueren molt d'èxit. La celebració d'esdeveniments relacionats amb la literatura donarà força per crear una revista literària en una època en què es donaren a conèixer autors com Narcís Oller, Jacint Verdaguer o Àngel Guimerà, coneguts per la seva participació en els Jocs Florals. L'estil de la llengua de la revista era català arcaic. Els desitjos de la recuperació de la cultura catalana, la difusió de les lletres i les expressions artístiques de Catalunya serien la seva ideologia més clara.
"Puig Catalunya

espera y créu,

¡visca la Patria!

no desdirém."
Dins la revista el contingut literari és de caràcter popular i regionalista, hi participen nombrosos escriptors amb els seus escrits, així com d'altres autors fent crítiques literàries, comentaris sobre les efemèrides a tot el territori i d'altres amb continguts polítics de caràcter local. Més tard les cròniques i crítiques polítiques es convertiran en una part fonamental dels continguts amb una reivindicació més combativa de "lo català" vers les intervencions censores per part d'organismes espanyols. L'exemple més clar és l'edició del programa de la Unió Catalanista.
"Volem la Ilengua catalana ab carácter oficial y que sien catalans tots los que á Catálunya desempenyin carrechs públichs volém Corts catalanas, un sols per estatuhir nostre dret y Ileys civils, sino tot quant se refeixi á la organisació interior de nostra terra; volém que catalans sian los jutjes y magistrats, y que dintre de Catalunya facin en ultima instancia 'la plets y causas;..."
En el seu transcurs, la revista L'Atlàntida, dins del seu ideari, participa en la promoció d'esdeveniments culturals fent-se ressò dels premis literaris que es convocaven i totes aquelles activitats de tipus artístic. Un exemple seria el "Primer Certamen Científic Literari de l'Ateneu de Gràcia" celebrat al 17 d'agost de 1896 al desaparegut Teatre Líric de Barcelona on Jacint Verdaguer i Santaló, com a president del jurat qualificador, recita la seva oda titulada "Lo Lliri de Gràcia", considerada la digna germana de l'"Oda a Barcelona" i que fou premiada als Jocs Florals de Barcelona el 1883. Entre els guanyadors d'aquest primer certamen literari apareix el nom del poeta i polític Manuel Folch i Torres.
La publicació, plenament lligada als desitjos de la recuperació de la cultura i la llengua, té com a participants autors lligats a corrents literaris diferents. D'entre aquests autors podem trobar a grans coneixedors de la literatura prerafaelita de Dante Gabriel Rossetti com Apel·les Mestres. Els continguts dels textos generalment estan influenciats per una escriptura humanista amb una dosi de religiositat important, són molts els col·laboradors que són homes d'església, com Jaume Boixeda, canonge de la catedral de Perpinyà (Num. 14 L'Atlantida) o el mateix Jacint Verdaguer. Les al·legories populars i regionalistes i la poesia del mateix format o la de caràcter naturalista de Josep Aladern omplen els continguts de la revista.
| « | L' esperit regionalista es d'origen diví; Deu es autónomo per excelencia y ho deu esser l'home fet á sa semblansa y ho dehuen esser per consegüent las societats humanas. | » |

Els autors que participen en la revista són coneixedors d'obres com els Càntics de Ramon Llull i dels escriptors castellans del Segle d'or espanyol. Altres moviments o estils literaris quedaran reflectits amb autors que apareixeran posteriorment donant a les edicions un caràcter més cosmopolita, la participació d'autors renovadors del Romanticisme imperant a la poesia i literatura del moment. Joan Maragall, dedicat professionalment a la literatura va fer aportacions de tipus menys tradicionalista practicant una escriptura aventurista i vitalista inspirada en autors europeus. S'aniran succeint una sèrie de textos que tindran en compte altres autors de més enllà dels Pirineus i apreixeran referències d'aquests, amb traduccions dels seus textos que tracten un tipus de literatura més internacionalista.
Al llarg de la seva vida, generalment els autors utilitzen elements naturals com a referència, per tant, en 169 números de la revista sempre trobem alguna poesia pastoral. Aquest naturalisme està vinculat sempre allò rústic, tradicional i popular. En tots els números, s'esmenten les festes tradicionals i es motiva la vida rural. Aquesta postura naturalista també es troba en les seves reflexions de les crítiques artístiques. A més a més, cal esmentar que el factor religiós está present a cada número.
| Quan la dolsa Primavera dona nova vida al camp, per entre la fresca aubaga los pensaments van brotant. Mes en la vida del horno ben al revés passa tot, los pensaments mes hermosos neixen quan vé la Tardor. Josep Aladern | Croneta de Pasionarias Bolsa Mare deis Dolors, veyent que la letra enflora vostra rosada de plors, mon pobre cor que os adora din sovint; Si'l cel no plora no riu la terra ab ses flora Jacint Verdaguer i Santaló | Bibliografia d'Alexandre de Riquer i Ynglada ...L'obra d'en Riquer es una hermosa fotografia iluminada; una copia magistral de la naturalesa en sus diferentas formas, colors, Ilums, flayres y armonías... Manuel Folch i Torres |

## Col·laboradors habituals
Els autors que van apareixent a la revista no solen ser fixes a cada número, ja que aquesta es nodreix de tots els autors de les lletres catales del moment i que aporten continguts relacionats amb la ideologia de la revista. Entre aquests, existeix un nombre de col·laboradors que d'alguna manera són fixes, però que aniran canviant al llarg de les etapes de la revista.
Llistat de col·laboradors habituals:
| - Jacint Verdaguer i Santaló - Manuel Folch i Torres - Joan Maragall - Santiago Rusiñol i Prats - Josep Calçada | - Marian Roig - Joaquim Riera i Bertran - Apel·les Mestres - Bernad Duran - Lluís Junyer i Vidal | - Josep Falp i Plana - Àngel Guimerà - Carles Juñer i Vidal - Lluís Viola i Vergés - Arnau Martínez i Serinyà |

La direcció de L'Atlàntida no apareix a la revista, encara que els tres primers números venen encapçalats per Jacint Verdaguer i Santaló com a director literari. No serà fins al número 9 que apareixerà un redactor artístic, en aquest cas Arcadi Casanovas Claramunt al qual se li afegiran altres noms com Josep Berga i Boada i Celestí Devesa.

## Estructura i Format Gràfic
La composició gràfica i l'estructura de la revista van evolucionant al llarg dels quatre anys de la seva edició amb canvis dràstics.
No obstant això, podem generalitzar títols fixes de la següent manera:
1. Crònicas: Crítiques literàries, polítiques i artístiques
2. Poesia i contes: Continuant la part Crònica, van editar unes poesies o contes de temàtica molt àmplia, tant de lectors com d'autors cèlebres.
3. Teatres: Crítiques teatrals / Cartelleria teatral d'establiments locals.
4. Onades : Miscel·lània de notícies / Jocs de paraules com endevinallas

Relacions amb el lector:
La revista també estava oberta a la participació del públic. Els participants enviaven textos literaris per la seva posterior publicació, rebent correspondència per part dels autors professionals.
A l'aparta Onades van aparèixer jocs amb una clara referència a exercitar la promoció de la llengua amb jocs de paraules, refranys, endevinalles,.... Els guanyadors solien ser premiats.
La publicació també solia estar acompanyada de promocions d'obres literàries, a partir de cupons o pagaments extres en el moment de la recollida.
Disseny:
Es van incorporant noms a les seccions amb els seus continguts i, tanmateix, aniran apareixent també reproduccions fotogràfiques en blanc i negre d'alguns dels personatges, així com de racons de la geografia catalana. Les reproduccions d'obres d'artistes, principalment de l'Escola Olotina, també s'aniran succeint al llarg de la història de la revista.
L'Atlàntida va estar editada en format monocrom i no va tenir una composició reticulada clara, aquesta es va adaptant a la densitat dels continguts. S'estructurava en blocs a una columna amb justificació centrada i blocs de dues columnes amb alineació a l'esquerra, apareixent els blocs de tres columnes en els darrers números.
Disseny Gràfic de la Revista:
La tipografia és la utilitzada a la impremta de Francesc Badia al carrer Dr. Dou número 14, de Barcelona. És del tipus didones (Firmin Didot) o modernes amb tècniques d'impressió d'estereotip. A mesura que s'avança en les edicions es van incorporar tipografies molt diferents, sense un rigor clar, en el títols dels articles.
| « | Imprès sobre magnífic paper setinat tipus clar i esperadíssim tiratge | » |

Nombre de Pàgines:
Les pàgines de les revistes varien segons les èpoques i els números. Els primers exemplars constaven de 16 pàgines. Entre els números 50-80 van ser només 8 pàgines. A partir de l'edició del número 148 fins al final van tenir només 4 pàgines. Algunes edicions especials van arribar a 20 pàgines.
Les dimensions: 
Les revistes, realitzades en paper premsa, són de fàcil lectura per les seves dimensions.
Les dimensions van variar de la següent manera:
- Número 1 : 27x18 cm.
- Números de 2 a 29 : 28x21 cm.
- Números de 30 a 52: 29x21 cm.
- Números de 53 a 100:27x18 cm.
- Números de 101 a 169: 31x21 cm.[14]

Dies de publicació: 
L'edició de L'Atlàntida va començar a distribuir-se quinzenalment fins al número 43, del 5 de març de 1898. A partir del número 44, i degut a la bona acollida, les edicions es van publicar setmanalment fins al número 169, del 13 de desembre de 1900, l'any en el qual finalitza.
El dia de la publicació no serà sempre el mateix, anirà canviat al llarg de la seva història. Però generalment serà publicada entre dijous i dissabte.
Il·lustracions:
Són força interessants les decoracions de les pàgines amb il·lustracions de garlandes vegetals i animals com els ocells i gats, de vegades minúsculs, amb les que s'enquadren alguns textos o s'engalanen els acabaments d'algunes pàgines. Els usos d'aquestes imatges solen estar inspirats en la poesia romàntica anglesa. També aniran apareixent reproduccions fotogràfiques d'alguns dels autors o personatges significatius. Cal assenyalar l'ús, en alguns casos, de reproduccions de dibuixos del pintor modernista Ramon Casas.
Alguns exemples d'il·lustracions de L'Atlàntida:

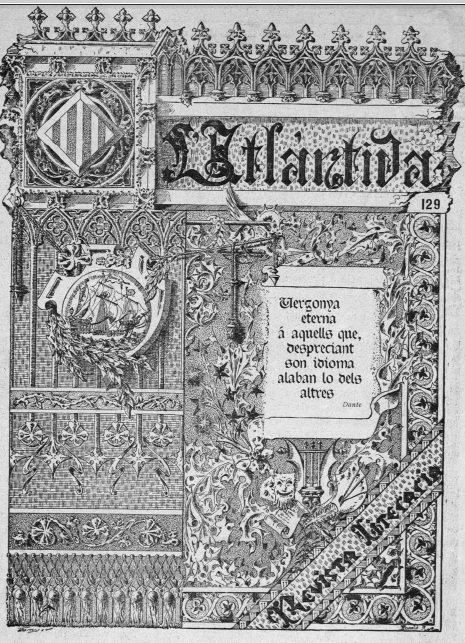
Portada del nº129
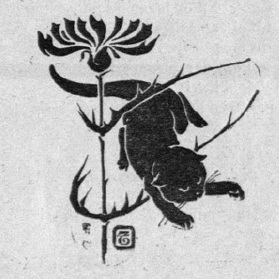
Decoracions entre textos
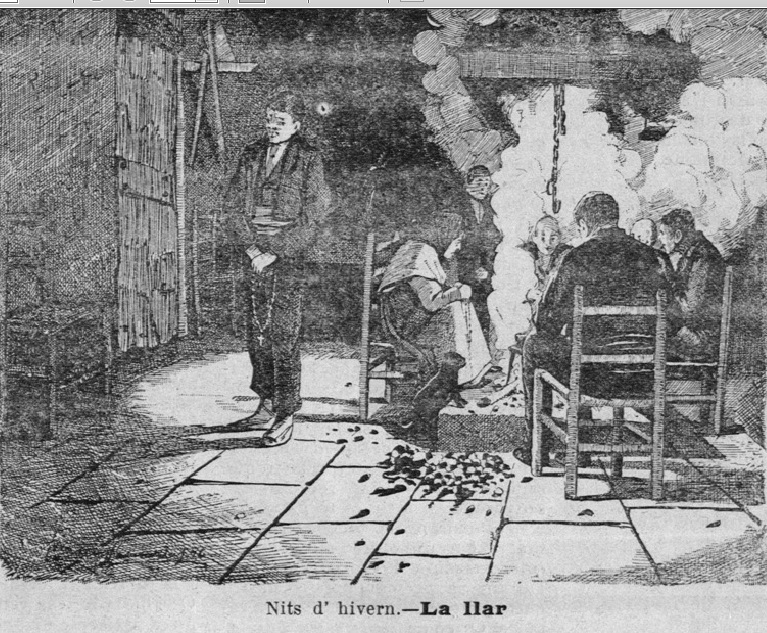
Última il·lustració del número 169
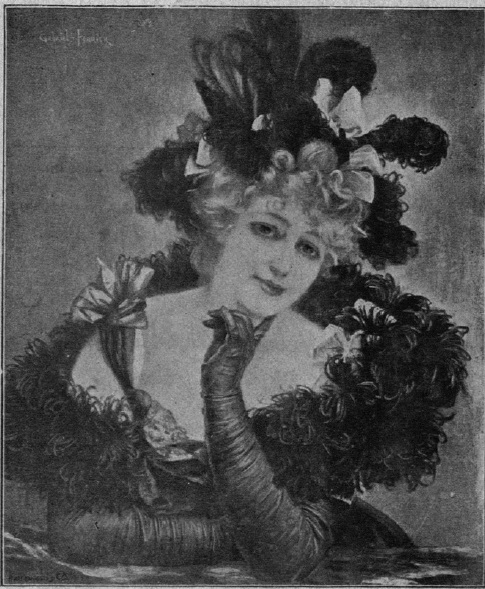
Composició de G.Ferrier gravat per Raimond #105
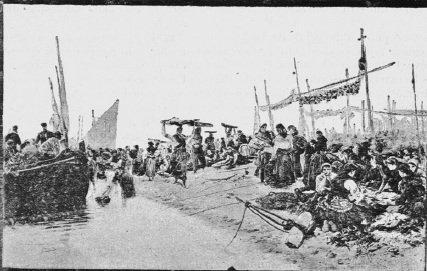
Portada del número 6
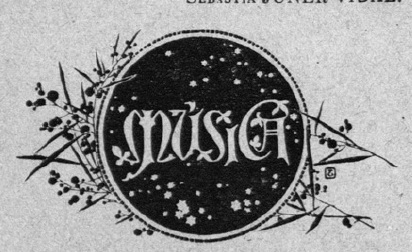
Secció de la Música